# David Aitoff
Dávid Alexandrovics Aitoff (Давид Александрович Аитов) (Orenburg, 1854. június 6. – Párizs, 1933. március 18.) orosz térképész, forradalmár.

## Élete
Politikai emigránsként 1879-től a párizsi Hachette-műveknél dolgozott.  A térképtudomány két úgynevezett átszámozott (más vetületekből transzponált) projekcióját tartja számon, bár ezeket a gyakorlatban már nem használják.

## Családja
A fia Vladimir Aïtoff mint rögbijátékos, lánya Irène Aïtoff mint zongorista vált ismertté Franciaországban.

## Fordítás
- Ez a szócikk részben vagy egészben  a   Dawid Alexandrowitsch Aitow című német Wikipédia-szócikk fordításán alapul.  Az eredeti cikk szerkesztőit annak laptörténete sorolja fel. Ez a jelzés csupán a megfogalmazás eredetét és a szerzői jogokat jelzi, nem szolgál a cikkben szereplő információk forrásmegjelöléseként.